# The World's Greatest Entertainer
The World's Greatest Entertainer è il secondo album del rapper statunitense Doug E. Fresh. Pubblicato il 31 maggio 1988, è distribuito dalla Reality Records, filiale della Fantasy Records. Per il mercato europeo la distribuzione è affidata alla BCM. Nel 1998, la rivista The Source lo inserisce nella sua lista dei 100 migliori album hip hop.
| Recensione | Giudizio |
| ---------- | -------- |
| AllMusic   | [ 2 ]    |

## Tracce
Testi di Doug E. Fresh e musiche di Doug E. Fresh & The Get Fresh Crew eccetto dove indicato. Dennis Bell e Ollie Cotton co-producono tutte le tracce eccetto la quarta canzone.
1. Guess Who? – 4:24
2. Ev'ry Body Got 2 Get Some – 3:42
3. D.E.F. = Doug E. Fresh – 4:11 (testo: Doug Fresh, Jerry Callender)
4. On the Strength – 2:47 (testo: Hank Shocklee – musica: Carl Ryder, Eric Sadler, Hank Shocklee tutti co-produttori)
5. Keep Risin' To The Top – 3:48 (musica: Carl Ryder, Eric Sadler, Hank Shocklee, Dennis Bell, Ollie Cotton tutti co-produttori)
6. Greatest Entertainer – 4:40
7. I'm Gettin' Ready – 4:49
8. Cut That Zero – 3:50
9. The Plane (So High) – 4:01 (testo: Dennis Bell)
10. Ev'ry Body Loves A Star – 3:55
11. Crazy 'Bout Cars – 4:27
12. Africa (Goin' Back Home) – 3:34

Durata totale: 48:08

## Classifiche

### Classifiche settimanali
| Classifica (1988)         | Posizione massima |
| ------------------------- | ----------------- |
| Stati Uniti               | 88                |
| US Top R&B/Hip-Hop Albums | 7                 |